# Lee Moore
Lee Moore (Kennesaw, Georgia, 9 de agosto de 1995) es un jugador de baloncesto estadounidense que pertenece a la plantilla del Anwil Włocławek de la Polska Liga Koszykówki, la primera categoría del baloncesto polaco. Con 1,93 metros de estatura, juega en la posición de escolta.

## Trayectoria deportiva

### Universidad
Jugó dos temporadas en el Wallace State Community College, donde fue considerado uno de los 10 mejores jugadores juco del país. En su última temporada promedió 18,3 puntos, 3,7 rebotes, 4,0 asistencias y 2,0 robos de balón por partido. En 2015 fue transferido a los Miners de la Universidad de Texas-El Paso, donde jugó una temporada en la que promedió 15,3 puntos, 5,4 rebotes y 3,5 asistencias por partido, siendo incluido en el tercer mejor quinteto de la Conference USA.
En abril de 2016 decidió renunciar a su última temporada como universitario para presentarse al Draft de la NBA.

### Profesional
Tras no ser elegido en el Draft de la NBA de 2016, fichó en el mes de agosto por la Basket Brescia Leonessa a prueba, convenciendo finalmente a su entrenador y ganándose una plaza en el equipo.
En septiembre de 2018 fichó por el Mitteldeutscher BC de la ProA alemana.
El 6 de julio de 2021, firma por el Basket Brescia Leonessa  de la Lega Basket Serie A italiana.
El 6 de agosto de 2022 fichó por el Rawlplug Sokół Łańcut de la PLK polaca.
En la temporada 2022-23, firma por el Anwil Włocławek de la Polska Liga Koszykówki, la primera categoría del baloncesto polaco.